# O trillallero
O trillallero è un album del gruppo I Trilli pubblicato nel 1974 dall'etichetta Area record, prodotto dal cantante Michele.
Come riportato nel retro dell'LP “il disco è inframezzato da inserti registrati in osteria dal vivo”. Gli arrangiamenti sono curati da Vittorio De Scalzi.

## Tracce
Lato A
1. Canson de cheullia (A. Margutti, M. Cappello)
2. L'ultimo tango (B. Merli, G. Zullo)
3. Schitta pesciu (Aldo De Scalzi, A. Carrai)
4. O trillallero (Merta, Niliomi)
5. Senza moae (S. Isopiro)

Lato B
1. Ma se ghe penso (A. Margutti, M. Cappello)
2. Mille passi (Gianni Belleno, B. Merli, G. Usai)
3. O gatto e o ratto (A. Carrai, Merta)
4. A l'ea unn-a figgetta (B. Merli, P. Darini)